# Brian Herbinson
Brian Herbinson   (Ballymena, 25 de novembre de 1930 - Aurora, 30 d'agost de 2022) és un genet canadenc que va competir durant la dècada de 1950.
El 1956 va prendre part en els Jocs Olímpics d'Estiu de Melbourne, on va disputar dues proves del programa d'hípica. Amb el cavall Tara guanyà la medalla de bronze en el concurs complet per equips, mentre en el concurs complet individual fou vintè. Quatre anys més tard, als Jocs de Roma, tornà a disputar dues proves del programa d'hípica, però en aquesta ocasió sense aconseguir cap resultat destacat.
Nascut a Irlanda del Nord, emigrà de jove al Canadà. Una vegada retirat va treballar com a criador de cavalls i jutge en competicions eqüestres. Des del 2009 forma part del Canadian Eventing Hall of Fame.